# Rivière des Galets (îles Kerguelen)
Pour les articles homonymes, voir Rivière des Galets (homonymie).
La rivière des Galets est un fleuve de l'archipel des Kerguelen qui prend naissance sur le versant nord du mont Ross.